# Dakota Dunes (Dakota del Sur)
Dakota Dunes es un lugar designado por el censo ubicado en el condado de Union en el estado estadounidense de Dakota del Sur. En el Censo de 2010 tenía una población de 2.540 habitantes y una densidad poblacional de 341,83 personas por km².

## Geografía
Dakota Dunes se encuentra ubicado en las coordenadas 42°29′26″N 96°29′6″O / 42.49056, -96.48500. Según la Oficina del Censo de los Estados Unidos, Dakota Dunes tiene una superficie total de 7.43 km², de la cual 6.31 km² corresponden a tierra firme y (15.09%) 1.12 km² es agua.

## Demografía
Según el censo de 2010, había 2.540 personas residiendo en Dakota Dunes. La densidad de población era de 341,83 hab./km². De los 2.540 habitantes, Dakota Dunes estaba compuesto por el 92.05% blancos, el 1.61% eran afroamericanos, el 0.35% eran amerindios, el 3.43% eran asiáticos, el 0% eran isleños del Pacífico, el 0.28% eran de otras razas y el 2.28% pertenecían a dos o más razas. Del total de la población el 2.01% eran hispanos o latinos de cualquier raza.